# Saint-Ouen-en-Belin
Saint-Ouen-en-Belin é uma comuna francesa na região administrativa do País do Loire, no departamento de Sarthe. Estende-se por uma área de 15.14 km². Em 2010 a comuna tinha 1 336 habitantes (densidade: 88,2 hab./km²).